# Erzbistum Shkodra-Pult
Das Erzbistum Shkodra-Pult (lateinisch Archidioecesis Scodrensis-Pulatensis, albanisch Arqipeshkvia e Shkodrës–Pult) ist eine in Albanien gelegene römisch-katholische Erzdiözese mit Sitz in Shkodra.

## Geschichte

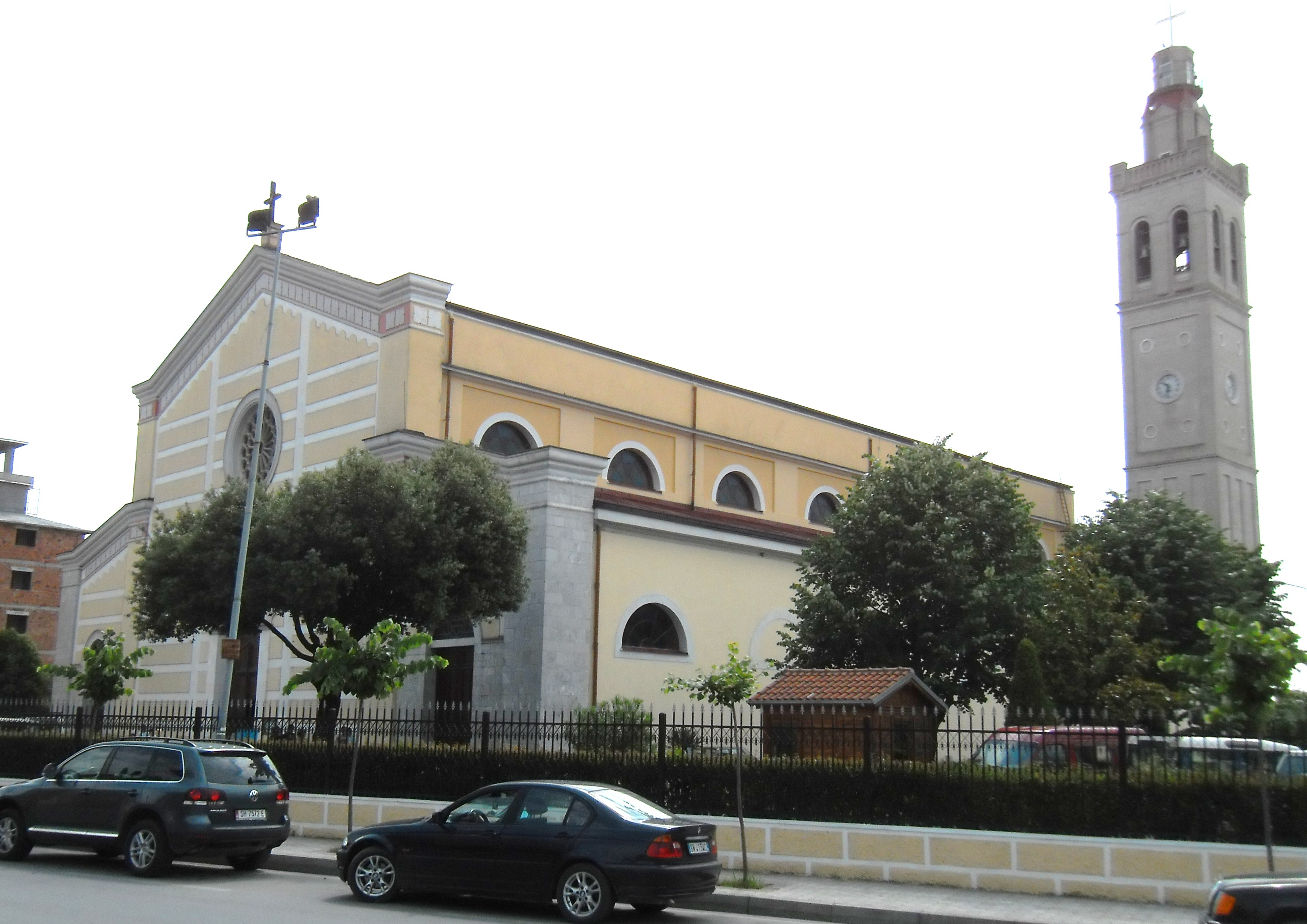
Kathedrale von Shkodra

Shkodra existierte als Bistum vermutlich schon im 4. Jahrhundert. Wie viele andere Bistümer in Südosteuropa ist es zu Zeiten der slawischen Landnahme auf dem Balkan untergegangen und wurde im Mittelalter wiedererrichtet. Anfang des 16. Jahrhunderts kam das Bistumsgebiet unter osmanische Herrschaft. In der folgenden Zeit wandte sich der größere Teil der Bevölkerung dem Islam zu. Den Katholiken war die Ausübung ihrer Religion nur mehr eingeschränkt gestattet. 1867 wurde Shkodra von der Metropole Bar gelöst und zum Erzbistum erhoben. Ihm sind die Suffraganbistümer Lezha und Sapa unterstellt. Die Kirchenprovinz umfasst das nördliche Drittel Albaniens und damit all jene Regionen, in denen der Katholizismus bis zum albanischen Religionsverbot von 1967 weit verbreitet war.
Nachdem Pfarrer Simon Jubani im November 1990 die erste öffentliche Messe nach Aufhebung des Religionsverbots gefeiert hatte, beeilte sich der Hl. Stuhl, die kirchlichen Strukturen des Erzbistums wiederaufzubauen. 1991 erhielten die Katholiken die Kathedrale in Shkodra zurück, die während der kommunistischen Diktatur in eine Sporthalle umfunktioniert worden war. 1992 wurde Franco Illia zum Erzbischof ernannt; die Bischofsweihe wurde ihm von Papst Johannes Paul II., bei dessen Pastoralvisite in Albanien gespendet. Die Jesuiten eröffneten ihr Priesterseminar wieder, das schon vor dem Zweiten Weltkrieg bestanden hatte; auch die Salesianer Don Boscos und die Franziskaner erneuerten ihre Ordensniederlassungen. Hinzu kamen neue Orden, wie zum Beispiel die Missionarinnen der Nächstenliebe Mutter Teresas. Mittlerweile ist Shkodra wieder das Zentrum des katholischen Lebens in Albanien.
Ab 1998 wurde das Bistum Pult von den Erzbischöfen von Shkodra mitverwaltet. Im selben Jahr wurde Angelo Massafra OFM zum Erzbischof von Shkodra ernannt. Im Januar 2005 wurde das Bistum Pult dem Erzbistum angeschlossen und es erfolgte die Umbenennung in Shkodra-Pult.
Bischof Pjetër Bogdani († 1689) war einer der bedeutendsten Autoren der frühen albanischen Literatur. Er verfasste den Cuneus Prophetarum, eine Sammlung von Lehrgedichten und Prosatexten zu biblischen Themen. Berühmter Generalvikar (1936–1945) und späterer Kardinaldiakon (ab 1994) war Mikel Koliqi, der in den Jahrzehnten der kommunistischen Verfolgung an der römisch-katholischen Kirche festhielt.